# 物集女氏
物集女氏（もずめし）は、日本の武家・商家。山城国乙訓郡物集女荘（京都府向日市）を本拠地とした。西岡国人のうちの一家で惣国の代表者であった。

## 概要
西岡国人達の集会・寄合・蜂起の地であった向日神社の棟札には、物集女の代表者として源太郎左衛門入道道集・同三郎左衛門尉光清の2名が見える。光清は後に現れる物集女光重と通字であるため、2人が物集女氏の祖であったことがわかる。
文明年間（1469年〜1487年）には物集女筑前守善継が薬師如来像に深く帰依し祈願所を建てた。
薬師寺元一の反乱では「物集女父子」が元一の寄子として反乱に加勢している。
長享元年（1487年）閏11月3日には、四郎右衛門尉光重と小野氏・鶏冠井氏・竹田氏・神足氏・平氏の6名が連名で上久世荘荘官の寒川家光に書状を送っている。これ以前、応仁の乱後に西岡に勢力を伸ばした細川政元が配下の武士に西岡の闕地を与えようとしたため、西岡国人たちがそれを阻止するために政元方と交渉していた。それが成功したので、礼銭を納入するために寒川家光に対して「『惣国の大儀』であるから必ず出銭するように領主の東寺を説得してほしいと要望したものである。
明応4年（1495年）から7年（1498年）にかけての文書には、細川政元の家臣である薬師寺元長に付けられた西岡の与力衆に神足氏・高橋氏とともに物集女光重の名前が見える。光重は政元の被官であった。同5年（1496年）には物集女彦次郎ら物集女の人々が下久世荘に耕作地を持っていたことが確認できる。
永正元年（1504年）の永正の錯乱で政元が死去した後は、物集女氏やその他の西岡国人は細川晴元方に付き、晴元配下の三好元長と柳本賢治が対立した際には賢治に味方した。また同年には物集女筑前守善次（物集女県主小笠原筑前太守善次）が永正寺を開創している。
大永8年（1528年）7月8日には、物集女氏・神足氏・高橋氏が柳本賢治方として堺に滞在していた。
天文元年（1532年）8月には山崎で一向一揆と法華一揆が衝突したが、西岡衆は晴元配下の賢治軍と連合して法華一揆に加勢した。
天文15年（1546年）頃から、物集女慶照が細川国慶や細川氏綱の配下として活動しているのが確認でき、大山崎惣中から氏綱への礼状を取り次いでいる。
天文17年（1548年）8月には、氏綱を担いだ三好長慶と細川晴元との戦いの中で鶏冠井氏と物集女氏が長慶に味方しており、翌年（1549年）には勝竜寺城の普請を近隣の在所に命ずる文書に物集女孫九郎国光が署名している。翌年（1550年）には国光と源太郎・新・西が夢窓疎石の200年忌に香資を出している。
天文24年（1555年）には物集女太郎左衛門尉と物集女兵衛大夫久勝との間で内紛が生じたために三好氏に仲裁を依頼している。
永禄4年（1561年）に足利義輝が三好長慶の屋敷に招かれた際には、物集女久勝が楽屋奉行を務めている。
天正3年（1575年）9月には物集女入道宗入（忠重）が松井康之によって殺害され滅亡した。また物集女筑前守某が聖聚院を建立している。
なお、物集女筑前守善次（物集女県主小笠原筑前太守善次）の孫・新右衛門清利の子・清忠が水野氏の家中になったという。